# 1995 (film)
Série
1991
(2018)
Pour plus de détails, voir Fiche technique et Distribution.
1995 est un film québécois réalisé par Ricardo Trogi, sorti en 2024.
Le film fait suite à la trilogie composée des films 1981, 1987 et 1991 et entame, selon le réalisateur, une nouvelle trilogie autobiographique.

## Synopsis
En 1995, alors âgé de 25 ans, Ricardo Trogi participe à la Course destination monde de Radio-Canada.

## Fiche technique
- Titre original : 1995
- Réalisation : Ricardo Trogi
- Scénario : Ricardo Trogi
- Pays de production :  Canada
- Langue originale : français
- Format : couleur
- Genre : biographie, comédie dramatique

## Distribution
- Jean-Carl Boucher : Ricardo Trogi
- Sandrine Bisson : Claudette Trogi, la mère de Ricardo
- Claudio Colangelo : Benito Trogi, le père de Ricardo
- Francis-William Rhéaume : Jean-Michel Vidal
- Shadi Janho : Yunis
- Nekmouche Youssef : Ahmed
- Mickaël Gouin : Pierre Therrien
- Guillaume Gauthier : François Parenteau
- Rose Adam : Nadia Trogi
- Myriam Gaboury : Vicky Langlais
- Olivier Aubin : Pierre Girard
- Marie-Josée Bastien : Monique Lamarre
- Catherine De Sève : Michelle Rossignol
- Émilie Bibeau : Manon Barbeau
- David Leblanc : Michel Coulombe
- Maude Bouchard : Louise Racicot
- Hiba Bennani : Rania

## Production
La préproduction du film est annoncée en avril 2023 ; il a initialement pour titre 1994-1995.
Le tournage du film commence à Québec en octobre 2023, avant de se poursuivre au Maroc et au Népal. Il se finit le 12 décembre 2023,.